# کاستیلفریو د لا سیرا
کاستیلفریو د لا سیرا (به اسپانیایی: Castilfrío de la Sierra) یک دهستان در اسپانیا است که در سریا واقع شده‌است. کاستیلفریو د لا سیرا ۱۲ کیلومترمربع مساحت و ۲۷ نفر جمعیت دارد.